# Айдеал (тауншип, Миннесота)
Айдеал (англ. Ideal) — тауншип в округе Кроу-Уинг, Миннесота, США. На 2000 год его население составило 950 человек.

## География
По данным Бюро переписи населения США площадь тауншипа составляет 90,8 км², из которых 50,8 км² занимает суша, а 40,0 км² — вода (44,04 %).

## Демография
По данным переписи населения 2000 года здесь находились 950 человек, 435 домохозяйств и 317 семей.  Плотность населения —  18,7 чел./км².  На территории тауншипа расположено 1416 построек со средней плотностью 27,9 построек на один квадратный километр. Расовый состав населения: 99,05 % белых, 0,32 % афроамериканцев, 0,42 % азиатов и 0,21 % приходится на две или более других рас. Испанцы или латиноамериканцы любой расы составляли 0,32 % от популяции тауншипа.
Из 435 домохозяйств в 19,3 % воспитывались дети до 18 лет, в 66,7 % проживали супружеские пары, в 4,6 % проживали незамужние женщины и в 27,1 % домохозяйств проживали несемейные люди. 23,4 % домохозяйств состояли из одного человека, при том 12,4 % из — одиноких пожилых людей старше 65 лет. Средний размер домохозяйства — 2,18, а семьи — 2,56 человека.
17,3 % населения — младше 18 лет, 4,2 % — в возрасте от 18 до 24 лет, 18,4 % — от 25 до 44, 31,2 % — от 45 до 64, и 28,9 % — старше 65 лет. Средний возраст — 52 года. На каждые 100 женщин приходилось 98,3 мужчин.  На каждые 100 женщин старше 18 приходилось 95,0 мужчин.
Средний годовой доход домохозяйства составлял 46 607 долларов, а средний годовой доход семьи —  51 167 долларов. Средний доход мужчин —  41 875  долларов, в то время как у женщин — 25 694. Доход на душу населения составил 29 697 долларов. За чертой бедности находились 3,7 % семей и 5,0 % всего населения тауншипа, из которых 3,8 % младше 18 и 4,0 % старше 65 лет.